# Amphoe Khlong Lan

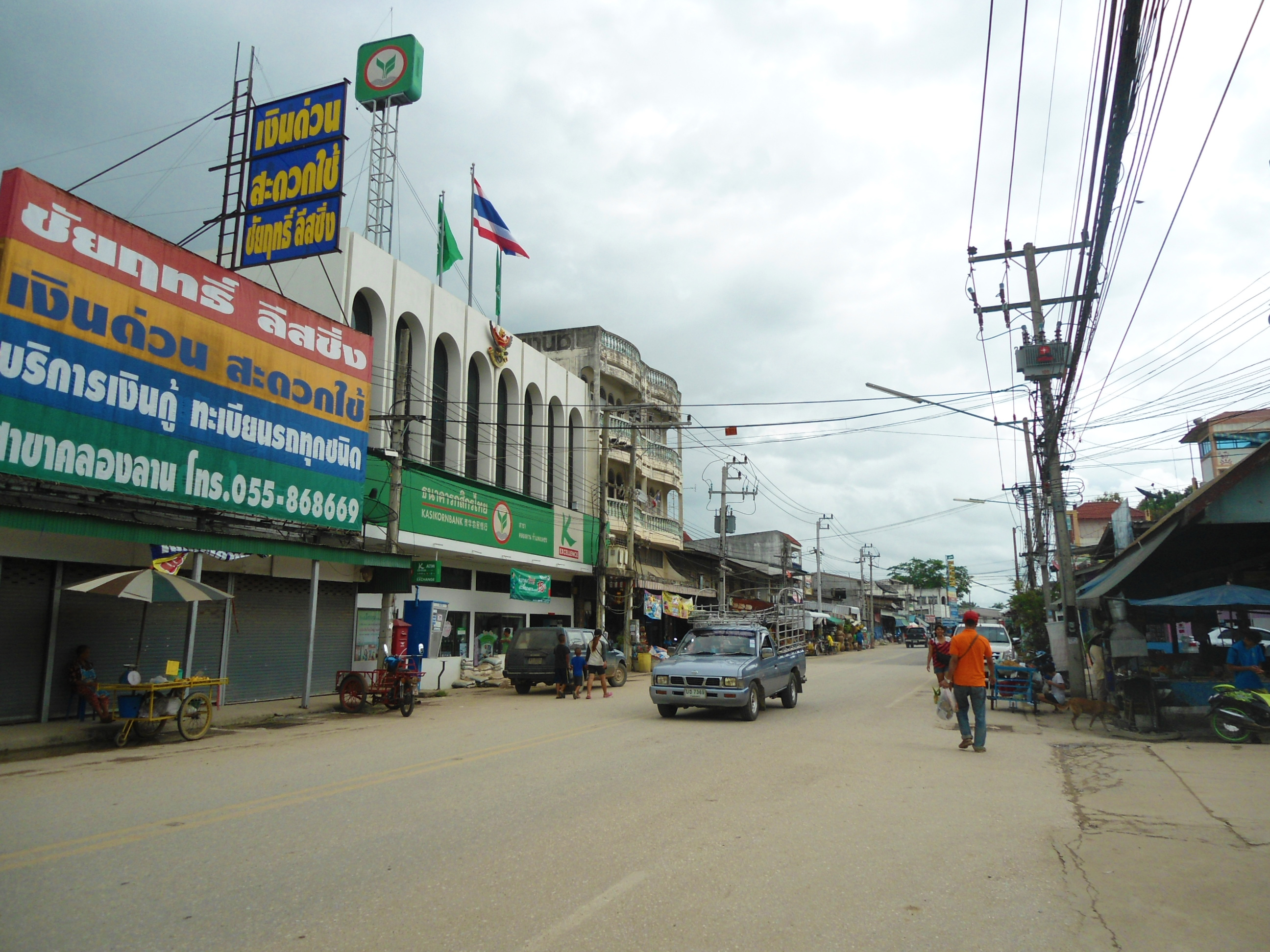
Hauptstraße von Tambon Khlong Lan Phatthana (Nationalstraße 1072)

Amphoe Khlong Lan (Thai อำเภอ คลองลาน)  ist ein Landkreis (Amphoe – Verwaltungs-Distrikt) im westlichen Teil der  Provinz Kamphaeng Phet. Die Provinz Kamphaeng Phet liegt in der Nordregion von Thailand.

## Geographie
Benachbarte Amphoe sind vom Nordosten her gesehen: die Amphoe Mueang Kamphaeng Phet, Khlong Khlung, Pang Sila Thong der Provinz Kamphaeng Phet sowie die Amphoe Umphang, Phop Phra und Wang Chao der Provinz Tak.

## Bevölkerung
In Amphoe Khlong Lan leben neben der Mehrheit an Thais auch Angehörige der Bergvölker der Hmong und Karen.

## Geschichte
Amphoe Khlong Lan war ursprünglich Teil des Amphoe Mueang Kamphaeng Phet und hieß Tambon Nam Ron. Am 1. Juni 1977 wurde der Landkreis Khlong Lan zunächst als „Zweigkreis“ (King Amphoe) eingerichtet, indem die beiden Tambon Khlong Lan und Pong Nam Ron zusammengefasst wurden.
Am 20. März 1986 wurde Khlong Lan schließlich zum Amphoe aufgestuft.

## Sehenswürdigkeiten
An der Grenze zwischen Amphoe Khlong Lan und Amphoe Mueang Kamphaeng Phet liegt der Nationalpark Khlong Lan, der das letzte zusammenhängende Urwaldgebiet der Provinz umfasst. Ein beliebtes Ausflugsziel ist der im Nationalpark gelegene Khlong-Lan-Wasserfall.

## Verwaltung

### Provinzverwaltung
Der Landkreis Khlong Lan ist in vier Tambon („Unterbezirke“ oder „Gemeinden“) eingeteilt, die sich weiter in 68 Muban („Dörfer“) unterteilen.
| Nr. | Name                 | Thai        | Muban | Einw.  |
| --- | -------------------- | ----------- | ----- | ------ |
| 01. | Khlong Nam Lai       | คลองน้ำไหล   | 28    | 20.041 |
| 02. | Pong Nam Ron         | โป่งน้ำร้อน    | 09    | 09.211 |
| 03. | Khlong Lan Phatthana | คลองลานพัฒนา | 21    | 23.423 |
| 04. | Sak Ngam             | สักงาม       | 10    | 10.633 |

### Lokalverwaltung
Es gibt eine Kommune mit „Kleinstadt“-Status (Thesaban Tambon) im Landkreis:
- Khlong Lan Phatthana (Thai: เทศบาลตำบลคลองลานพัฒนา) bestehend aus dem kompletten Tambon Khlong Lan Phatthana.

Außerdem gibt es drei „Tambon-Verwaltungsorganisationen“ (องค์การบริหารส่วนตำบล – Tambon Administrative Organizations, TAO)
- Khlong Nam Lai (Thai: องค์การบริหารส่วนตำบลคลองน้ำไหล) bestehend aus dem kompletten Tambon Khlong Nam Lai.
- Pong Nam Ron (Thai: องค์การบริหารส่วนตำบลโป่งน้ำร้อน) bestehend aus dem kompletten Tambon Pong Nam Ron.
- Sak Ngam (Thai: องค์การบริหารส่วนตำบลสักงาม) bestehend aus dem kompletten Tambon Sak Ngam.